# 大枝公足
大枝 公足（おおえ の きみたり、生没年不詳）は、奈良時代の貴族。姓は土師宿禰のち大枝朝臣。大和介・土師和麻呂の子。官位は従五位下・隠岐守。

## 経歴
桓武朝初頭の延暦2年（783年）外従五位下に昇叙される。延暦4年（785年）8月に隠岐守に任ぜられ、10月に内位の従五位下に叙せられた。
延暦9年（790年）兄弟の諸士らとともに土師宿禰から大枝朝臣に改姓している。

## 官歴
『続日本紀』による。
- 時期不詳：正六位上
- 延暦2年（783年） 正月16日：外従五位下
- 延暦4年（785年） 8月23日：隠岐守。10月：従五位下（内位）[1]
- 延暦9年（790年） 12月30日：土師宿禰から大枝朝臣に改姓

## 系譜
- 父：土師和麻呂[1]
- 母：不詳
- 生母不詳の子女
  - 男子：大枝真高[1]
  - 女子：滋野真成室[1]